# 木立村
木立村（きたちむら）は、大分県南海部郡にあった村。現在の佐伯市木立にあたる。

## 地理
- 山岳：石草峯 (580m)、灘山 (348m)
- 河川：木立川、大野川、中野河内川、小中尾川、西ノ平川

## 歴史
江戸時代から独立した村として存在し、木立村組の枝郷として中野河内・桟敷の2村があった。

### 沿革
- 1878年（明治11年）11月1日 - 郡区町村編制法施行にともなう海部郡の分割により、南海部郡木立村となる。
- 1889年（明治22年）4月1日 - 町村制施行にともない、木立村が単独で村制施行し新制の木立村が発足。
- 1955年（昭和30年）3月31日 - 青山村・下堅田村と共に佐伯市に編入される。

## 交通

### 道路
- 県道6号延岡佐伯線（現：国道388号線）